# William McKinley (Politiker, vor 1798)
William McKinley (geb. vor 1798 in Virginia; gest. nach 1826) war ein US-amerikanischer Politiker. In den Jahren 1810 und 1811 vertrat er den Bundesstaat Virginia im US-Repräsentantenhaus.

## Werdegang
William McKinleys genaue Lebensdaten sind nicht überliefert. Er wurde im 18. Jahrhundert geboren und starb nach 1826. McKinley besuchte die Grundschule und schlug später als Mitglied der von Thomas Jefferson gegründeten Demokratisch-Republikanischen Partei in Virginia eine politische Laufbahn ein. Zwischen 1798 und 1804 sowie nochmals in den Jahren 1806 und 1807 vertrat er das Ohio County im heutigen West Virginia im Abgeordnetenhaus von Virginia.
Nach dem Rücktritt des Abgeordneten John George Jackson, der sich von einer Duellverwundung erholen musste, wurde McKinley bei der fälligen Nachwahl für den ersten Sitz von Virginia als dessen Nachfolger in das US-Repräsentantenhaus in Washington, D.C. gewählt, wo er am 2. Dezember 1810 sein neues Mandat antrat. Er konnte aber nur bis zum 3. März 1811 die laufende Legislaturperiode im Kongress beenden. In den Jahren 1820 und 1821 sowie nochmals von 1824 bis 1826 war McKinley erneut Abgeordneter im Staatsparlament. Danach verliert sich seine Spur.